# 内幌駅
座標: 北緯46度33分43秒 東経141度50分3秒 / 北緯46.56194度 東経141.83417度
内幌駅（ないほろえき）は、かつて樺太本斗郡内幌町に存在した南樺太炭鉱鉄道の駅である。

## 歴史
- 1931年（昭和6年）10月1日：南樺太炭鉱鉄道開通により開業[1]。
- 1945年（昭和20年）
  - 3月：南樺太炭鉱鉄道は帝国燃料興業株式会社に合併されて、帝国燃料興業内幌線の駅となる。
  - 8月：ソ連軍が南樺太へ侵攻、占領し、駅を含め全線がソ連軍に接収される。
- 1946年4月1日：ソ連国鉄に編入。ロシア語駅名は「ゴルノザヴォーツク」。
- 1950年代前半：ソ連国鉄により当駅 - シェブニノ（旧：南名好）間に軌間1067mmの路線が開通[2]。

## 運行状況
- 本斗駅 - 内幌炭山駅間で1日4往復していた。

## 駅周辺
- 内幌町役場

## 隣の駅
南樺太炭鉱鉄道
北内幌駅 - 内幌駅 - 内幌炭山駅